# بيانات (حوسبة)

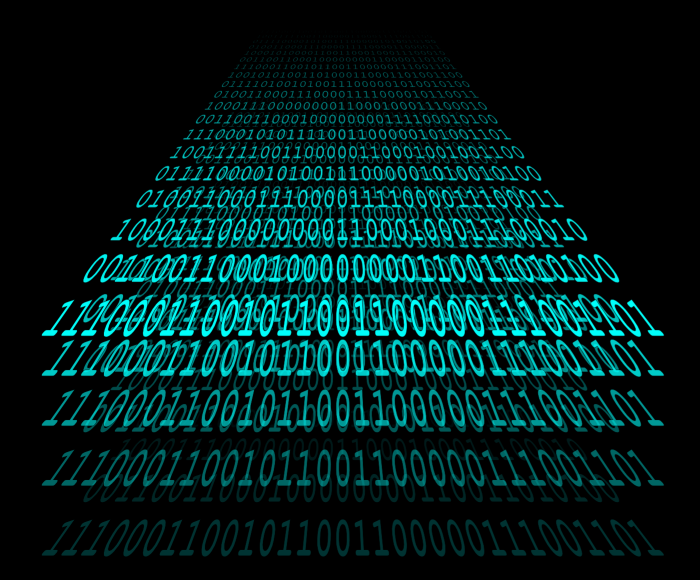

```
في 
علم الحاسوب
، يشير مصطلح 
البيانات
 
(
بالإنجليزية
: 
Data
)‏
 إلى معلومات في شكل مناسب للاستخدام مع 
الحاسوب
.
[
1
]
 تختلف البيانات عن 
البرامج
؛ فالبرنامج عبارة عن سلسلة من التعليمات أو 
الأوامر
 توضح بالتفصيل المهمة التي يؤديها الحاسوب. ومن هذا المنطلق، تمثل البيانات كل شيء في 
البرمجية
 لا يعد رمزًا للبرنامج.
[
2
]
 تتكون عناصر ذاكرة الحاسوب المادية من عنوان وبايت/كلمة لتخزين البيانات. يمكن اختزال البيانات 
الرقمية
 في مجموعات تتمثل في 
زوج مفتاح/قيمة
 
[
بحاجة لمصدر
]
. وتعرف المجموعات الفرعية الخاصة بهذه الفكرة، والتي تشتق منها المفاتيح ويتم بها ترتيب القيم نسبيًا، باسم 
بنى البيانات
. وتستخدم أيضًا في أجهزة 
الملحقات
.
```

وفي استخدام آخر، تسمى الملفات الثنائية (التي لا يستطيع الإنسان قراءتها) في بعض الأحيان «بيانات» حيث تختلف عن النص الذي يستطيع الإنسان قراءته. يُقدر إجمالي البيانات الرقمية في عام 2007 بحوالي 281 مليار جيجا بايت (= 281 إكسابايت).

## البيانات في مقابل البرامج
بشكل أساسي، يتبع الحاسوب التعليمات الموجهة إليه. يطلق على مجموعة التعليمات الخاصة بأداء مهمة (أو مهام) معينة اسم «برنامج». في الحالات الرمزية، يتكون البرنامج، كما يتم تنفيذه بواسطة الحاسوب، من ثنائي لـ لغة الآلة. وتحتوي عناصر التخزين، التي تتم معالجتها بواسطة البرنامج، ولكن لا يتم تنفيذها بالفعل في وحدة المعالجة المركزية على بيانات.
بوجه عام، يتم تخزين البرامج في أنواع ملفات خاصة، مختلفة عن تلك المستخدمة في البيانات. تحتوي الملفات القابلة للتنفيذ على البرامج؛ وتعتبر جميع الملفات الأخرى ملفات بيانات. ولكن، قد تحتوي أيضًا الملفات القابلة للتنفيذ على البيانات «المدمجة» في البرنامج. بشكل خاص، تحتوي بعض الملفات القابلة للتنفيذ على جزء بيانات، تحتوي بشكل رمزي على الثوابت والقيم الأساسية (كلا النوعين).
على سبيل المثال، قد يطلب: أي مستخدم في البداية من نظام التشغيل تحميل برنامج معالج الكلمات من ملف واحد، وبعد ذلك يُعدل تنسيق ملف المستند المخزن في الملف الآخر. في هذا المثال، سنعتبر المستند بيانات. في حالة احتواء معالج الكلمات على ميزة المدقق الإملائي، سنعتبر القاموس (قائمة الكلمات) للمدقق الإملائي بيانات أيضًا. قد تكون الخورازميات المستخدمة بواسطة المدقق الإملائي لاقتراح تصحيحات إما لغة الآلة أو رمزًا في بعض تفسيرات لغة البرمجة.
يمكن أن يصبح الخط الموجود بين البرنامج والبيانات باهتًا. على سبيل المثال، يعد المفسر برنامجًا أيضًا. وتعد البيانات التي يحتوي عليها المفسر برنامجًا بذاتها- وليس فقط ما يسمى في لغة الآلة الأصلية. في كثير من الحالات، تكون البرامج المفسرة ملف نصي يمكن للإنسان قراءته، حيث يعالج بواسطة محرر النصوص ويرتبط بشكل طبيعي مع بيانات النص العادي. تحتوي البرمجة الشاملة بطريقة مشابهة على البرامج المعالجة للبرامج الأخرى كما هو الحال في البيانات. أيضًا، بالنسبة لبرامج مثل المحولات البرمجية والموصلات والمنقحات والمحدثات إلخ، قد تعمل البرامج الأخرى كبيانات.